# Estadio municipal Ciudad de Martos
El estadio municipal Ciudad de Martos es un estadio de fútbol ubicado en la ciudad de Martos, en la provincia de Jaén (España). En dicho estadio juega sus principales partidos como local el equipo del Martos Club Deportivo.

## Historia
El actual estadio se construyó sobre un antiguo campo de fútbol, en el que el entonces Martos Club de Fútbol se enfrentó a equipos como el Real Betis, el Cádiz CF, el Recreativo de Huelva o el Almería, en la década de 1950. A finales de la década de 1960 se reformó el estadio modernizándose sus gradas, vestuarios y terreno de juego, y fue inaugurado con el nombre de Teniente General Chamorro Martínez, el 26 de agosto de 1970, con un partido entre el recién creado Martos Club Deportivo y el Sevilla Fútbol Club.
El estadio cuenta con una capacidad de 5500 espectadores, y con más del 50% de las gradas techadas. Aunque en su inauguración disponía de un terreno de juego de albero, a finales de la década de 1970 pasó a ser de césped natural. En el año 2009 se cambió el nombre del estadio por el de Ciudad de Martos, en virtud de la Ley de Memoria Histórica de España.

## Eventos deportivos
Los principales eventos deportivos anuales, que tienen lugar en el estadio son el Trofeo Ciudad de Martos y las Jornadas de Iniciación al Golf; no sin ello mencionar los partidos que tienen lugar durante todo el año con el equipo local como protagonista.